# プレイディア
プレイディア（Playdia）とは、1994年にバンダイより発売された家庭用ゲーム機。ゲームを通して子どもの自発的な学習意欲を促す「学習応援機器」である。定価は24,800円（税別）で正式発表前の仮称はBA-X。
本機は発売年から第5世代のゲーム機に相当するが、当時の競合他社製品が軒並み32ビットCPUや64ビットCPUを搭載したため、第5世代ゲーム機としては唯一の8ビットである。

## 展開
ターゲットとなる年齢層は小学生をメインとして設定されており、当時の家庭用ゲームとしてはハード・ソフト共に安価であった。
イメージキャラクターは、子役当時の安達祐実。安達は、本機そのものの関連CMはもとより、本機用の非売品ソフトにも出演していた。安達の代表作として知られるテレビドラマ『家なき子』はソフト展開当時に放送されたため、番組自体（土曜グランド劇場）はバンダイがスポンサーでなかったのにもかかわらず、『テレビシリーズ 家なき子 〜すずの選択〜』のタイトルかつ唯一のサードパーティー製タイトルとして本機でゲーム化された。
当初は29,800円（税別）で発売される予定であったが、発売前の8月に24,800円（税別）に値下げされた。初年度の目標は本体出荷台数20万台、ソフト出荷本数30万本。1995年度に入ると出荷台数20万台、ソフト出荷本数40万本を目標に、アニメファンと知育需要に特化したソフト展開にシフトした。。

## ハードウェア
CD-ROMドライブを装備し、ソフトウェアはCD-ROMで供給された。音楽CDの再生も可能で、再生中の画面はブルーバックで再生状態やトラックナンバーなどは表示されない。コントローラは赤外線によるワイヤレス方式で単4電池2本を使用し、使用しない際には本体にはめ込んで格納することが可能である。
本体やソフトウェアのパッケージには、「QIS」というロゴと、「このソフトはQIS規格専用ソフトです」という表記がされている。QISとは、「Quick Interactive System」の略であり、CD-ROMへの高速アクセス機能を指す。

### 仕様

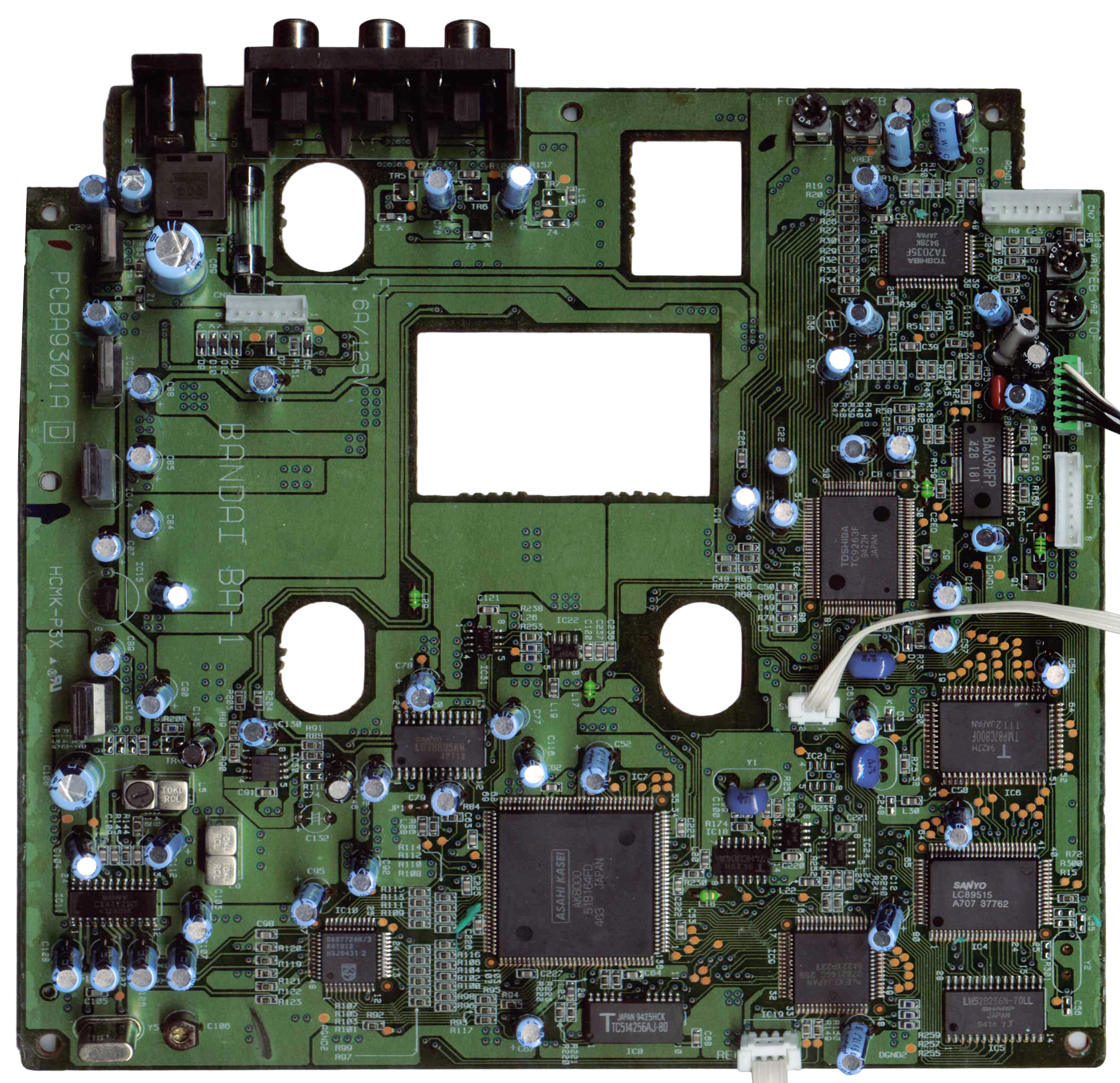
プレイディアの基板

- 三洋電機 LC89515 - CD-ROM ホスト インターフェース
- 東芝 TA2035F - CD フォーカス、トラッキングサーバー
- 東芝 TC9263F - CDシングルチッププロセッサー
- ローム BA6398FP - 4チャンネルBTLドライバー CDプレイヤーモーター用
- 東芝 TMP87C800F - 8 Bit マイクロコントローラ（8K ROM, 16K RAM） - 8 MHzで作動64K（TLCS-870シリーズは大部分をZ80に基づいている）にアクセス可能
- シャープ LH52B256 - 256K（32K × 8）SRAM
- NEC μPD78214GC - 8 Bit マイクロコントローラ（16K ROM, 512 byte RAM） - 12 MHz で動作, 1MB（NEC 78K series）にアクセス可能
- 東芝 TC514256JAJ - 256K ワード × 4 ファストページDRAMチップ
- 旭化成 AK8000 - オーディオ / ビデオプロセッサー
- フィリップス DA8772AH - トリプル 8Bit DAC
- ソニー CXA1229M - NTSC/PAL エンコーダー
- ローム BA10324AF - クアッド Opアンプ
- 三洋電機 LC78835K - 18BIT フィルタ付DAC
- ローム BU3052BCF - デュアル 4 チャンネルアナログマルチプレクサ

## ソフトウェア
遊んで学ぶことを目的とした「IQKIDSシリーズ」と乗り物や動物が主内容の「映像図鑑シリーズ」が存在する。
なおバンプレストから1996年に稼働した業務用筐体の『みちゃ王』は、内部に本機を改造して搭載したため、みちゃ王用のディスクは本機でも利用可能である。